# Sébastien Vassoney
Sébastien Vassoney (ur. 26 września 1975 w Manchesterze) – francuski snowboardzista. Jego najlepszym wynikiem olimpijskim jest 21. miejsce w half-pipe’ie na igrzyskach w Salt Lake City. Na mistrzostwach świata najlepszy wynik uzyskał na mistrzostwach w Madonna di Campiglio, gdzie zajął 28. miejsce w halfpipe’ie. Najlepsze wyniki w Pucharze Świata osiągnął w sezonie 1997/1998, kiedy to zajął 35. miejsce w klasyfikacji generalnej, a w klasyfikacji halfpipe’a był piąty.
W 2002 r. zakończył karierę.

## Sukcesy

### Igrzyska olimpijskie
| Miejsce | Dzień     | Rok  | Miejscowość    | Konkurencja | Zwycięzca   |
| ------- | --------- | ---- | -------------- | ----------- | ----------- |
| 21.     | 11 lutego | 2002 | Salt Lake City | Halfpipe    | Ross Powers |

### Mistrzostwa Świata
| Miejsce | Dzień       | Rok  | Miejscowość          | Konkurencja | Zwycięzca        |
| ------- | ----------- | ---- | -------------------- | ----------- | ---------------- |
| 39.     | 24 stycznia | 1997 | San Candido          | Halfpipe    | Fabien Rohrer    |
| 37.     | 16 stycznia | 1999 | Berchtesgaden        | Halfpipe    | Ricky Bower      |
| 28.     | 27 stycznia | 2001 | Madonna di Campiglio | Halfpipe    | Kim Christiansen |

### Puchar Świata

#### Miejsca w klasyfikacji generalnej
- 1996/1997 – 127.
- 1997/1998 – 35.
- 1998/1999 – 42.
- 1999/2000 – 66.
- 2000/2001 – 45.
- 2001/2002 – –

#### Miejsca na podium
1. Morzine – 4 marca 1998 (Halfpipe) – 3. miejsce
2. Morzine – 4 marca 1998 (Halfpipe) – 3. miejsce
3. Morzine – 7 stycznia 1999 (Halfpipe) – 1. miejsce
4. Tignes – 28 listopada 1999 (Halfpipe) – 3. miejsce